# Cratere Eumelus
Eumelus è un cratere sulla superficie di Dione.